# Sárszentmihály
Sárszentmihály je vas na Madžarskem, ki upravno spada pod podregijo Székesfehérvári Županije Fejér.